# Pepparkakan
Pepparkakan är ett skär i Åland (Finland). Det ligger i Skärgårdshavet och i kommunen Vårdö i landskapet Åland, i den sydvästra delen av landet. Ön ligger omkring 35 kilometer öster om Mariehamn och omkring 250 kilometer väster om Helsingfors.
Öns area är 0,6 hektar och dess största längd är 100 meter i sydöst-nordvästlig riktning. Trakten är glest befolkad. Närmaste större samhälle är Vårdö, 7,8 km väster om Pepparkakan.